# Erscheinen Pflicht
Pour plus de détails, voir Fiche technique et Distribution.
Erscheinen Pflicht est un drame est-allemand réalisé par Helmut Dziuba (de), sorti en 1984.

## Synopsis
La vie d'Elisabeth Haug, 16 ans, fille d'un fonctionnaire de la RDA, qui grandit dans un milieu bien protégé. Elle est amenée à l'école dans la Volga de service de son père, président du conseil du district (de) depuis 19 ans. Alors qu'elle reçoit un blâme pour sa conduite à l'école, son père exerce des pressions pour que le blâme soit effacé. Lorsque son père meurt subitement à 54 ans, elle est arrachée à ses conditions de vie jusqu'alors bien réglées et commence à se confronter à sa mère déprimée et à remettre en question sa vie passée ainsi que l'image qu'elle avait de son père et de la RDA. Son ami d'école Stefan ainsi que son frère Peter, qui avait pris ses distances avec ses parents et avec lesquels elle reprend contact, jouent un rôle important dans ce processus.
L'intrigue se déroule lors d'une manifestation de l'association de jeunesse de la RDA, la Freie Deutsche Jugend (FDJ), à Berlin, à laquelle les membres de la FDJ sont tenus de se rendre et à laquelle Elisabeth participe également. Pendant le trajet de retour de la visite à son frère, elle est agressée verbalement dans le S-Bahn par un ouvrier du bâtiment ivre à cause de son drapeau de la FDJ. Malgré ses propres pensées critiques depuis la mort de son père, elle se défend avec succès contre les insultes et contre la tentative de l'ouvrier de jeter le drapeau hors du train. Elisabeth parvient à revenir à temps dans sa classe et dans le train qui la ramène chez elle. 

## Fiche technique
- Titre original : Erscheinen Pflicht (litt. « Comparution obligatoire »)
- Réalisateur : Helmut Dziuba (de)
- Scénario : Helmut Dziuba (de), Anne Pfeuffer
- Photographie : Helmut Bergmann (de)
- Montage : Barbara Simon (de)
- Musique : Christian Steyer
- Sociétés de production : Deutsche Film AG
- Pays de production :  Allemagne de l'Est
- Langue de tournage : allemand
- Format : Couleur Orwo - 1,66:1 - Son mono - 35 mm
- Durée : 73 minutes (1h13)
- Genre : Drame
- Dates de sortie :
  - Allemagne de l'Est : 16 mai 1984

## Distribution
- Vivian Hanjohr (de) : Elisabeth Haug
- Frank Nowak : Stefan Hanisch
- Lissy Tempelhof (de) : Elvira Haug, la mère d'Elisabeth
- Peter Sodann (de) : Lehrer Boltenhagen
- Alfred Müller : Kratt, l'oncle d'Elisabeth
- Simone von Zglinicki (de) : Barbara
- Gudrun Ritter (de) : Mme Hanisch
- Gert Gütschow (de) : Schüttler
- Hans-Joachim Hegewald (de) : Martin Haug, le père d'Elisabeth
- Helmut Straßburger (de) : Grabsteinmacher
- Jens-Uwe Bogadtke (de) : Peter, le frère d'Elisabeth
- Uwe Kockisch : Ossi, l'ivrogne
- Fritz Bartholdt : le vieil homme
- Jeanette Dorien : Marga
- Else Sanden : la vieille tante
- Susanne Brömsel : une secrétaire
- Renate Usko (de) : une secrétaire
- Ilse Bastubbe (de) : une secrétaire
- Traute Sense (de) : la vieille dame dans l'escalier

## Accueil
En 1984, Erscheinen Pflicht a été projeté pour la première fois en ouverture du troisième festival national du film de fiction de Karl-Marx-Stadt. Le film de Dziuba se heurta cependant à la désapprobation d'Erich Honecker et de son épouse Margot, alors ministre de l'éducation populaire. À la suite de cela, le comité du jury a subi une telle pression de Berlin que le film n'a reçu qu'une discrète mention élogieuse.
« Des membres du jury public sont venus me voir les larmes aux yeux - et j'étais dominé par une improbable impuissance. La schizophrénie résidait dans le fait que nous nous soumettions au jugement négatif de fonctionnaires de premier plan de notre Etat. Nous avons dû nous soumettre [...] ce qui est en soi problématique », déclare Dziuba à propos du festival de Karl-Marx-Stadt.
Horst Knietzsch, critique de cinéma de Neues Deutschland, l'organe de presse du SED, reproche à Dziuba une « mélancolie résignée » ainsi qu'une « conception du conflit qui ne motive guère une action sociale constructive, mais qui laisse derrière elle la morosité [...] Ce qui se présente comme réaliste se révèle au fond comme un éloignement de la réalité. Les métaphores artistiques qui veulent suggérer un conflit de générations sont en contraste trop évident avec notre réalité de trentenaires », selon Knietzsch. Ce n'est qu'après la projection à la télévision de la RDA que le critique de cinéma devait admettre qu'il écrirait différemment sur le film aujourd'hui : « À l'époque, il ne s'agissait pas de jugements esthétiques, mais politiques », explique Knietzsch.
Après l'avant-première à Karl-Marx-Stadt, le film a été en grande partie retiré de la programmation des cinémas de RDA en raison de ses éléments d'intrigue critiquant la société. Malgré la profession de foi politique du personnage principal dans la scène du S-Bahn, Erscheinen Pflicht ne pouvait plus être visionné que lors de projections fermées, auxquelles le réalisateur devait être présent. Celles-ci devaient être autorisées par le président du district. Néanmoins, le film était particulièrement demandé lors des cérémonies d'initiation civique (de) de la jeunesse.
Ce n'est qu'après le tournant politique de 1989/90, six ans après sa première projection, que le film a été diffusé à la télévision de la RDA. Le Tageszeitung de Berlin-Ouest a fait l'éloge du film de Dziuba pour ses « aperçus honnêtes de la RDA avant la chute du mur » et, malgré l'évolution de la situation, comme étant toujours « actuel et révélateur ». Le langage cinématographique de Dziuba est « réservé et en aucun cas destructif », de sorte qu'il serait difficile de comprendre les remous suscités par le film, selon la journaliste du Taz Constanze Pollatschek quelques semaines plus tard.
Klaus Seehafer, critique du Mitteldeutsche Zeitung, s'est étonné en septembre 2008, lors d'une projection organisée par la Fondation Friedrich-Ebert au Musée de l'industrie et du cinéma de Wolfen, « de ce qui était possible dans le film de la RDA de ces années-là. [...] On y parle en détail de désertion de la RDA, on y voit un ouvrier (Uwe Kockisch), figure généralement idéalisée de l'État ouvrier et paysan, agresser et menacer l'héroïne », a déclaré Seehafer.
Dans l'ouvrage de référence Lexikon des internationalen Films, le film est décrit entre autres comme un « film contemporain de la DEFA qui se distingue par la description affectueuse mais critique des personnages et de leur environnement et qui s'efforce de s'imprégner de manière crédible et médiatrice du langage et du mode de vie de la jeune génération ».